# Intervenção japonesa na Sibéria
A Intervenção Japonesa na Sibéria (シベリア出兵, Shiberia Shuppei) de 1918–1922 foi um envio de forças militares japonesas para as Províncias Marítimas Russas, como parte de um esforço maior das potências ocidentais e do Japão para apoiar as forças da Rússia Branca contra o Exército Vermelho Bolchevique durante a Guerra Civil Russa. Os japoneses sofreram 1.399 mortes e outras 1.717 mortes por doenças.  As forças militares japonesas ocuparam cidades russas (a maior cidade, Vladivostok) e vilas no Krai do Litoral de 1918 a 1922.

## Antecedentes

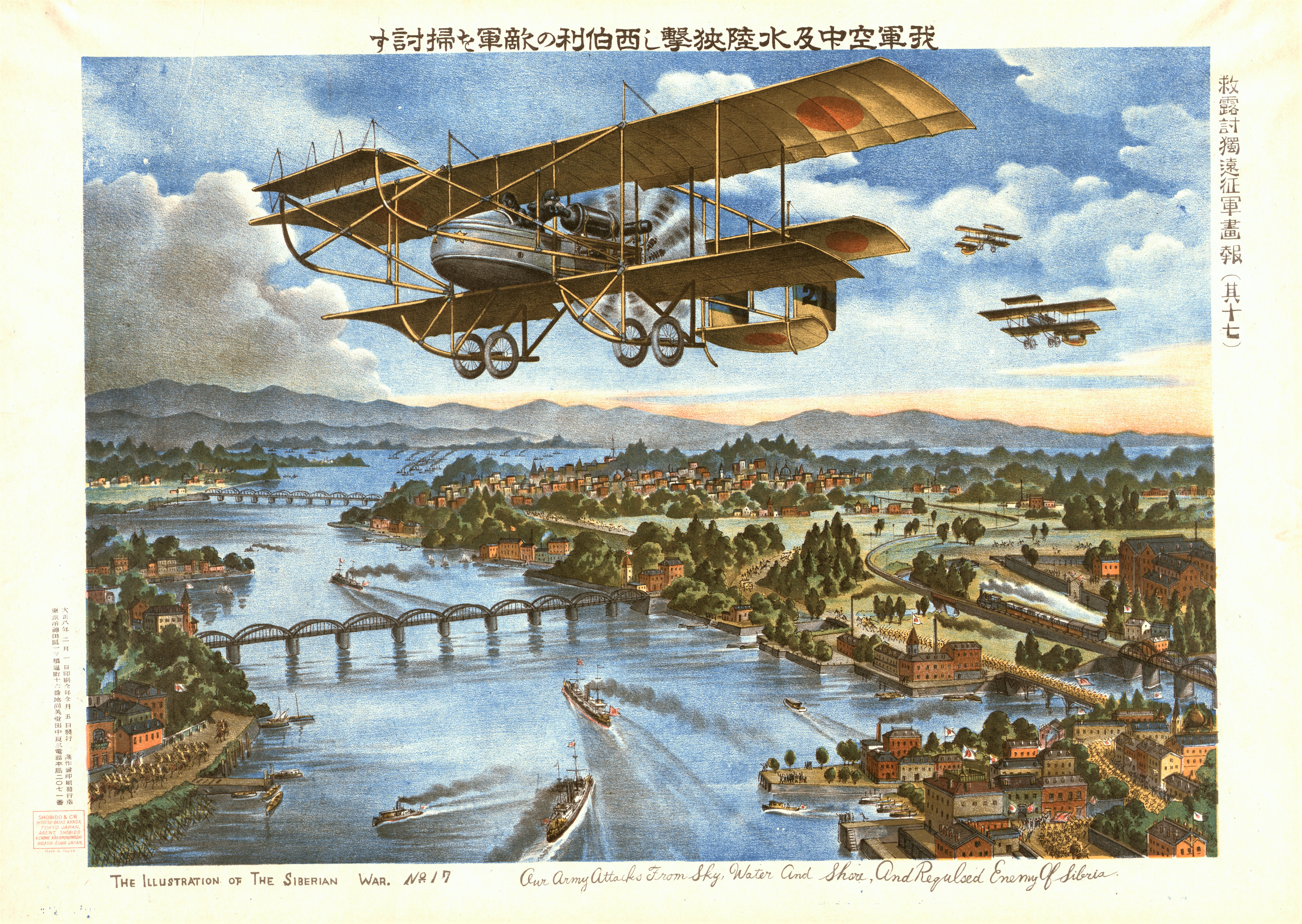
Uma litografia de propaganda japonesa protestando pela ocupação do Extremo Oriente russo.

Em 23 de agosto de 1914, o Império do Japão declarou guerra à Alemanha, em parte devido à Aliança Anglo-Japonesa, e o Japão tornou-se membro das potências da Entente. A Marinha Imperial Japonesa fez uma contribuição considerável ao esforço de guerra dos Aliados; no entanto, o Exército Imperial Japonês era mais simpático à Alemanha e, além da tomada de Qingdao, resistiu às tentativas de se envolver em combate. A derrubada do czar Nicolau II e o estabelecimento de um governo bolchevique na Rússia levaram a uma paz separada com a Alemanha e ao colapso da Frente Oriental. A propagação da revolução bolchevique antimonarquista para o leste era uma grande preocupação para o governo japonês. Vladivostok, de frente para o Mar do Japão, era um grande porto com um enorme estoque de suprimentos militares e uma grande comunidade de comerciantes estrangeiros. 

### Participação japonesa
Os japoneses foram inicialmente convidados pelos franceses em 1917 para intervir na Rússia, mas recusaram.  No entanto, em fevereiro de 1918, um "Comitê de Planejamento da Sibéria" foi formado pelo Estado-Maior do Exército Imperial Japonês e pelo Ministério do Exército com o objetivo de explorar a possibilidade de que o colapso czarista fosse uma oportunidade de libertar o Japão de qualquer ameaça futura da Rússia, separando a Sibéria e formando um estado-tampão independente.  O Exército propôs atacar em duas frentes, de Vladivostok a Khabarovsk ao longo do Rio Amur e também através da Ferrovia Oriental Chinesa para cortar a Ferrovia Transiberiana Russa no Lago Baikal.  O governo japonês, então sob a liderança civil do primeiro-ministro Hara Takashi, rejeitou o plano. 
No final de 1917, o governo japonês ficou alarmado ao descobrir que o governo britânico, apesar da Aliança Anglo-Japonesa, havia abordado os Estados Unidos sobre uma possível intervenção conjunta em Vladivostok sem consultar o Japão. Em dezembro de 1917, os britânicos concordaram que tal força deveria incluir o Japão, mas antes que os detalhes pudessem ser resolvidos, os britânicos ordenaram que HMS Suffolk de Hong Kong a Vladivostok.  O primeiro-ministro japonês Terauchi Masatake ficou indignado e ordenou que a Marinha Imperial Japonesa chegasse primeiro a Vladivostok. A tarefa foi atribuída ao Contra-Almirante Katō Kanji com os navios de guerra Iwami e Asahi. Com equipes trabalhando dia e noite durante os feriados de ano novo, Iwami conseguiu partir do Distrito Naval de Kure em 9 de janeiro de 1918 e chegou a Vladivostok em 12 de janeiro, apenas dois dias antes do HMS Suffolk . O Asahi chegou em 17 de janeiro e se tornou o navio-almirante do Katō. USS Brooklyn, que estava estacionado em Vladivostok até dezembro de 1917, retornou em 1º de março. 

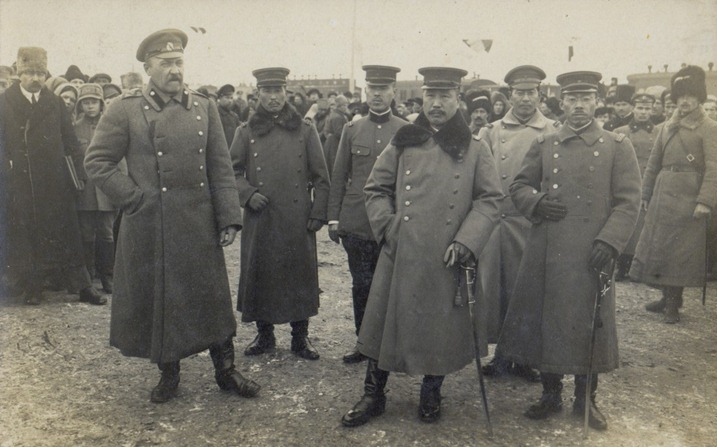
Oficiais japoneses em Vladivostok com o comandante local, tenente-general Rozanov (1920).

A intenção original era que essa demonstração de força dos navios de guerra aliados aumentasse a confiança das forças antibolcheviques locais e ajudasse a restaurar a ordem pública; no entanto, isso provou ser excessivamente otimista. Depois que uma multidão armada saqueou uma loja de propriedade japonesa, matando seu dono, o governo japonês, sem esperar por uma investigação do assassinato, permitiu o desembarque de fuzileiros navais, que passaram a ocupar a cidade inteira. Os britânicos também desembarcaram 100 fuzileiros navais reais para proteger seu consulado, mas os americanos não tomaram nenhuma atitude.  Em julho de 1918, o presidente Wilson pediu ao governo japonês que fornecesse 7.000 soldados como parte de uma coalizão internacional de 25.000 soldados, incluindo uma força expedicionária americana, planejada para apoiar o resgate da Legião Tchecoslovaca e garantir suprimentos de guerra estocados em Vladivostok. Após um acalorado debate na Dieta, a administração do primeiro-ministro Terauchi concordou em enviar 12.000 soldados, mas sob o comando do Japão, e não como parte de uma coalizão internacional. 

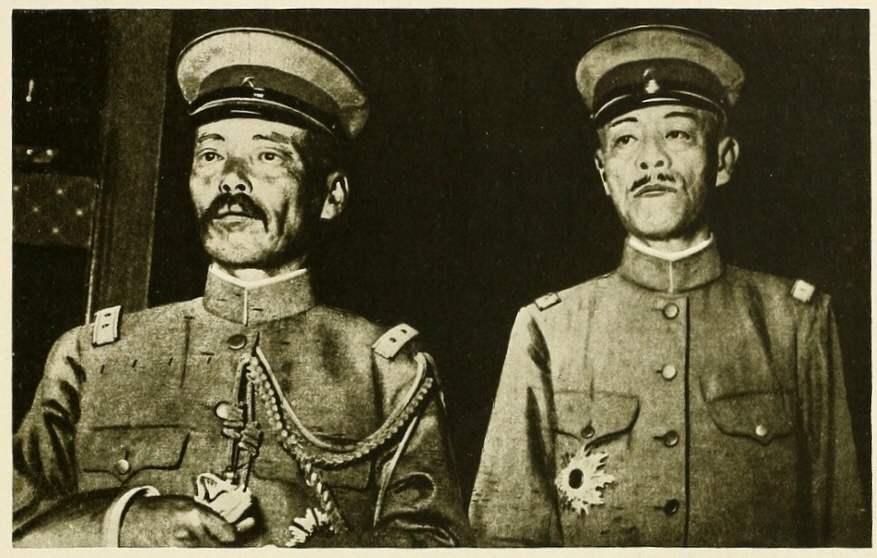
Tenente-General Mitsue Yui e General Kikuzo Otani, os líderes das Forças Japonesas na Sibéria

Uma vez tomada a decisão política, o Exército Imperial Japonês assumiu o controle total sob o comando do Chefe do Estado-Maior Yui Mitsue e um amplo planejamento para a expedição foi conduzido. Os japoneses acabaram por destacar 70.000 soldados sob o comando do general Kikuzo Otani – muito mais do que qualquer outra potência aliada tinha previsto.  Além disso, embora os Aliados tivessem previsto operações apenas nas proximidades de Vladivostok, em poucos meses as forças japonesas penetraram no oeste até o Lago Baikal e a Buriácia, e em 1920, zaibatsu como Mitsubishi, Mitsui e outras abriram escritórios em Vladivostok, Khabarovsk, Nikolayevsk-on-Amur e Chita, trazendo consigo mais de 50.000 colonos civis. Depois que a coalizão internacional retirou suas forças, o Exército Japonês permaneceu. Entretanto, a oposição política impediu o Exército de anexar a região rica em recursos. O Japão continuou a apoiar o líder do Movimento Branco, Almirante Aleksandr Kolchak, até sua derrota e captura em 1920, e também apoiou o regime do Ataman Semenov, que pretendia assumir o controle sob o planejado estado-tampão, mas cujo governo instável entrou em colapso em 1922. Em março e abril de 1922, o exército japonês repeliu grandes ofensivas bolcheviques contra Vladivostok. Em 24 de junho de 1922, o Japão anunciou que se retiraria unilateralmente de todo o território russo até outubro, com exceção da ilha de Sakhalin, no norte, que havia sido tomada em retaliação ao incidente de Nikolayevsk de 1920.  Os últimos soldados japoneses deixaram Vladivostok em 25 de outubro de 1922.  Em 20 de janeiro de 1925, a Convenção Básica Soviética-Japonesa foi assinada em Pequim. Após esta convenção, o Japão se comprometeu a retirar suas tropas do norte de Sacalina até 15 de maio de 1925. 

## Efeitos na política japonesa
Os motivos do Japão na Intervenção na Sibéria eram complexos e mal articulados. Abertamente, o Japão (assim como os Estados Unidos e outras forças da coalizão internacional) estava na Sibéria para proteger suprimentos militares estocados e resgatar a Legião Tchecoslovaca. No entanto, a antipatia do governo japonês pelo comunismo e pelo socialismo, a determinação em recuperar as perdas históricas da Rússia e a oportunidade percebida de resolver o "problema do norte" em benefício do Japão, criando um estado-tampão  ou através da aquisição territorial total, também foram factores. Entretanto, o patrocínio de vários líderes do Movimento Branco deixou o Japão em uma posição diplomática precária em relação ao governo da União Soviética, depois que o Exército Vermelho finalmente saiu vitorioso da Guerra Civil Russa . A intervenção destruiu a unidade do Japão durante a guerra, levando o exército e o governo a se envolverem em controvérsias amargas e em novos conflitos entre facções no próprio exército.  A conduta oficial da Intervenção Siberiana foi mais tarde duramente atacada na Dieta Japonesa, com o Exército sendo acusado de deturpar grosseiramente o tamanho das forças enviadas, apropriar-se indevidamente de fundos secretos e apoiar figuras como o tenente-general Roman von Ungern-Sternberg, cujos rumores de atrocidades chegaram à imprensa. 
As baixas japonesas na Expedição Siberiana incluíram cerca de 5.000 mortos em combate ou doenças, e as despesas incorridas ultrapassaram ¥ 900 milhões. 